# Liste der Baudenkmale in Passee
In der Liste der Baudenkmale in Passee sind alle denkmalgeschützten Bauten der mecklenburgischen Gemeinde Passee und ihrer Ortsteile aufgelistet. Grundlage ist die Veröffentlichung der Denkmalliste des Kreises Nordwestmecklenburg mit dem Stand vom 16. September 2020.

## Baudenkmale nach Ortsteilen

### Passee
| ID   | Lage | Bezeichnung | Beschreibung | Bild           |
| ---- | ---- | ----------- | ------------ | -------------- |
| 1043 |      | Kirche      |              | Weitere Bilder |

## Quelle
- Denkmalliste des Landkreises Nordwestmecklenburg (Stand: 9. November 2023; PDF, 1,2 MByte)